# Eleição presidencial na Coreia do Sul em 2007
A eleição presidencial na Coreia do Sul de 2007 foi realizada no dia 19 de dezembro. Lee Myung-bak foi eleito presidente pelo Partido Saenuri.

## Resultados
| Candidato                                 | Partido                   | Votos      | %     | %     |
| ----------------------------------------- | ------------------------- | ---------- | ----- | ----- |
| Lee Myung-bak                             | Partido Saenuri           | 11.492.389 | 48,7  |       |
| Chung Dong-young                          | Daetongham Minjusin-dang  | 6.174.681  | 26,1  |       |
| Lee Hoi-chang                             | Independente              | 3.559.963  | 15,1  |       |
| Moon Kook-hyun                            | Changjo Hanguk-dang       | 1.375.498  | 5,8   |       |
| Kwon Young-ghil                           | Minju Nodongdang          | 712.121    | 3,0   |       |
| Lee In-je                                 | Minju-dang                | 160.708    | 0,7   |       |
| Huh Kyung-young                           | Economic Republican Party | 96.756     | 0,4   |       |
| Geum Min                                  | Sahoe-dang                | 18.223     | 0,1   |       |
| Total                                     | Total                     | 23.732.854 | 100.0 | 100.0 |
| Fonte: NEC (National Election Commission) |                           |            |       |       |